# San José del Fragua
San José del Fragua è un comune della Colombia facente parte del dipartimento di Caquetá.
Il centro abitato venne fondato da Luis Francisco Parra, Padre Giuseppe Fusaroli, Hernando Sanchez, Carlos Valderrama, Marcos Rojas e Eleuterio Soto nel 1959, mentre l'istituzione del comune è del 12 novembre 1985.